# 88 minuts
88 minuts (títol original en anglès: 88 Minutes) és un thriller estatunidenc dirigit per Jon Avnet, estrenada el 2007 i doblada al català.

## Argument
Expert universitari en psiquiatria criminal, el doctor Jack Gramm és també assessor de l'FBI. Ha construït la seva destacable reputació per les seves "avaluacions" infal·libles dels individus i dels factors de risc. Gràcies a ell l'assassí en sèrie Jon Forster va ser detingut i executat. Tanmateix, s'han comès homicidis idèntics... Jack és convençut que és un imitador el que continua l'obra de Forster.
Quan Jack es troba directament amenaçat de mort, ha de provar que les seves teories són justes perquè si no, en 88 minuts, el que l'acorrala el matarà...

## Repartiment
- Al Pacino: Jack Gramm
- Alicia Witt: Kim Cummings
- Amy Brenneman: Shelly Barnes
- Leelee Sobieski: Lauren Douglas
- Benjamin McKenzie: Mike Stemp
- Deborah Kara Unger: Carol
- William Forsythe: Franck Parks
- Neal McDonough: Jon Forster
- Stephen Moyer: Guy Laforge
- Michael Eklund: J.T. Ryker
- Michal Yannai: Leeza Pearson
- Brendan Fletcher: Johnny D'Franco